# Johann von Küstrin

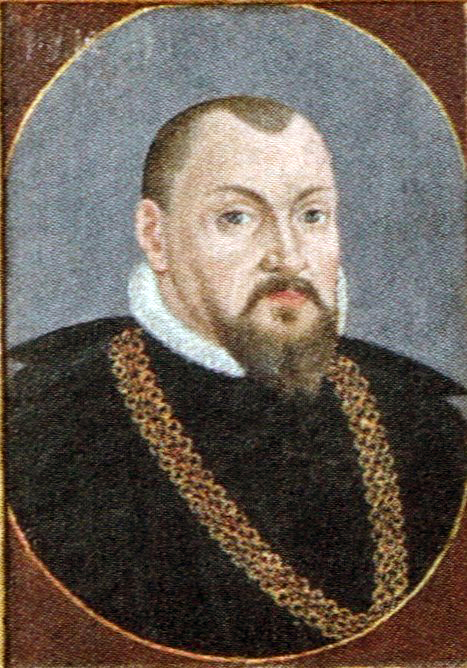
Johann von Brandenburg-Küstrin

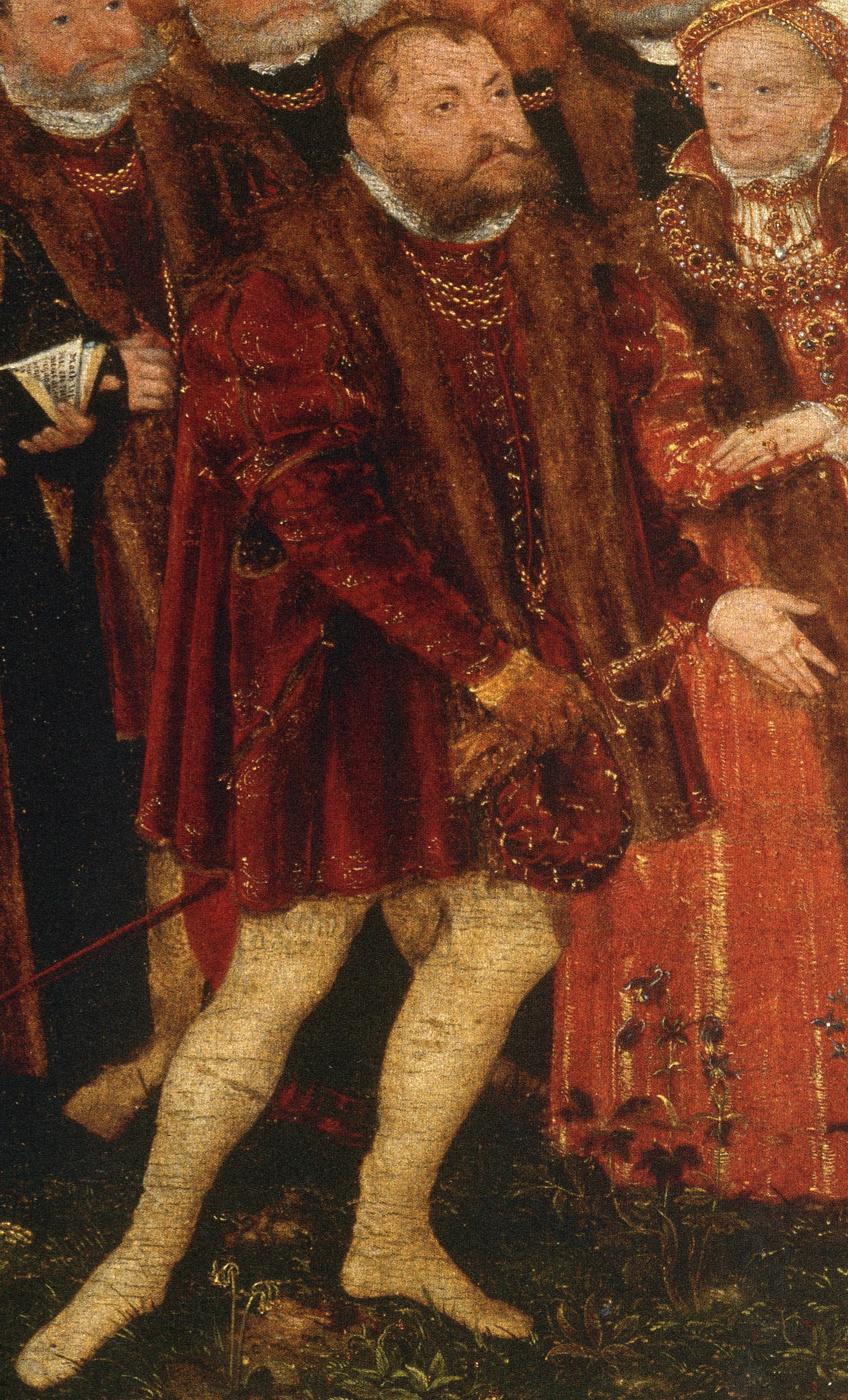
Johann von Brandenburg-Küstrin, Ausschnitt aus dem Gemälde Taufe Christi von Lucas Cranach d. J.

Johann von Brandenburg-Küstrin, auch genannt Hans von Küstrin (* 3. August 1513; † 13. Januar 1571), aus dem Geschlecht der Hohenzollern war Markgraf der Markgrafschaft Brandenburg-Küstrin, die die  Neumark und weitere Gebiete umfasste, von 1535 bis 1571.

## Leben
Johanns Vater, Kurfürst Joachim I. Nestor von Brandenburg, hatte testamentarisch verfügt, dass seine Länder zwischen seinen Söhnen Joachim und Johann aufgeteilt werden sollten. So wurde der ältere Sohn nach dem Tod des Vaters am 11. Juli 1535 Markgraf und Kurfürst von Brandenburg als Joachim II. Hektor, ohne die Gebiete der Neumark mit Dramburg und Schivelbein, Sternberg, Crossen mit Züllichau und Sommerfeld sowie der Herrschaft Cottbus mit Peitz. Diese Gebiete wurden als Markgrafschaft Brandenburg-Küstrin dem jüngeren Sohn Johann gegeben. Ab 1536 herrschte Johann dann eigenständig über seine etwa 12.500 km² umfassenden Territorien. Zuvor hatte er bereits 1535 Küstrin zu seiner Residenz erhoben und mit dem Ausbau dieser Stadt an der Oder zur Festung begonnen.
Anders als sein prunkliebender und verschwenderischer Bruder war Johann tief religiös und verfügte über große Tatkraft und über großen ökonomisch politischen Verstand. Ihm gelang es, seine Markgrafschaft wirtschaftlich zu stabilisieren und militärisch zu sichern. Mit seinem Regierungsantritt war er zum evangelisch-lutherischen Bekenntnis übergewechselt und 1538 dem Schmalkaldischen Bund beigetreten. Wegen familienpolitischer Interessenkonflikte trat er im Schmalkaldischen Krieg allerdings auf die Seite des römisch-deutschen Kaisers Karl V. über, der ihm dafür die freie Religionsausübung in der Neumark zusicherte. Erfolglos hoffte Johann auf den Erwerb des Herzogtums Pommern. Auf dem Reichstag zu Augsburg im Jahr 1548, auf dem der siegreiche Kaiser das Augsburger Interim diktierte, geriet Markgraf Johann in Konflikt mit Karl V. Johann lehnte das Interim kompromisslos ab und weigerte sich, an der Fronleichnamsprozession teilzunehmen. Er fiel daraufhin beim Kaiser in Ungnade und entging einer Gefangenschaft nur durch Fürsprache von König Ferdinand I. und der kaiserlichen Rücksichtnahme auf seinen kurfürstlichen Bruder Joachim. Nach der Rückkehr versetzte Johann die Markgrafschaft in den Verteidigungszustand und plante die Bildung einer antihabsburgischen Allianz, die allerdings nicht zustande kam. Das Interim machte Johann in seinem Herrschaftsbereich nicht offiziell bekannt.
Der Fürstenopposition, initiiert von Kurfürst Moritz von Sachsen und unterstützt von Frankreich, trat er nach einem Streit mit dem sächsischen Kurfürsten im Jahr 1551 auf dem Jagdschloss Lochau nicht bei. Er ließ sich auch nicht von Herzog Albrecht von Preußen umstimmen. Weiterhin verzichtete Johann 1556 in Abstimmung mit seinem Bruder auf die Markgrafschaft Brandenburg-Kulmbach, auf die er zunächst Ansprüche erhoben hatte.
Nur zehn Tage nach seinem Bruder verstarb auch Johann I. und wurde in einer Gruft unter dem Altar der Küstriner Marienkirche beigesetzt. In dem seit 1555 errichteten Grabgewölbe wurde später auch seine Frau Katharina beigesetzt. Die Gruft geriet später in Vergessenheit und wurde erst 1880 unter Kaiser Wilhelm I. erneuert.
Da Johann keine erbberechtigten männlichen Nachkommen hinterließ, wurde Brandenburg-Küstrin wieder mit dem Kurfürstentum vereinigt, das nun von Johann Georg, dem Sohn Joachims II., regiert wurde.

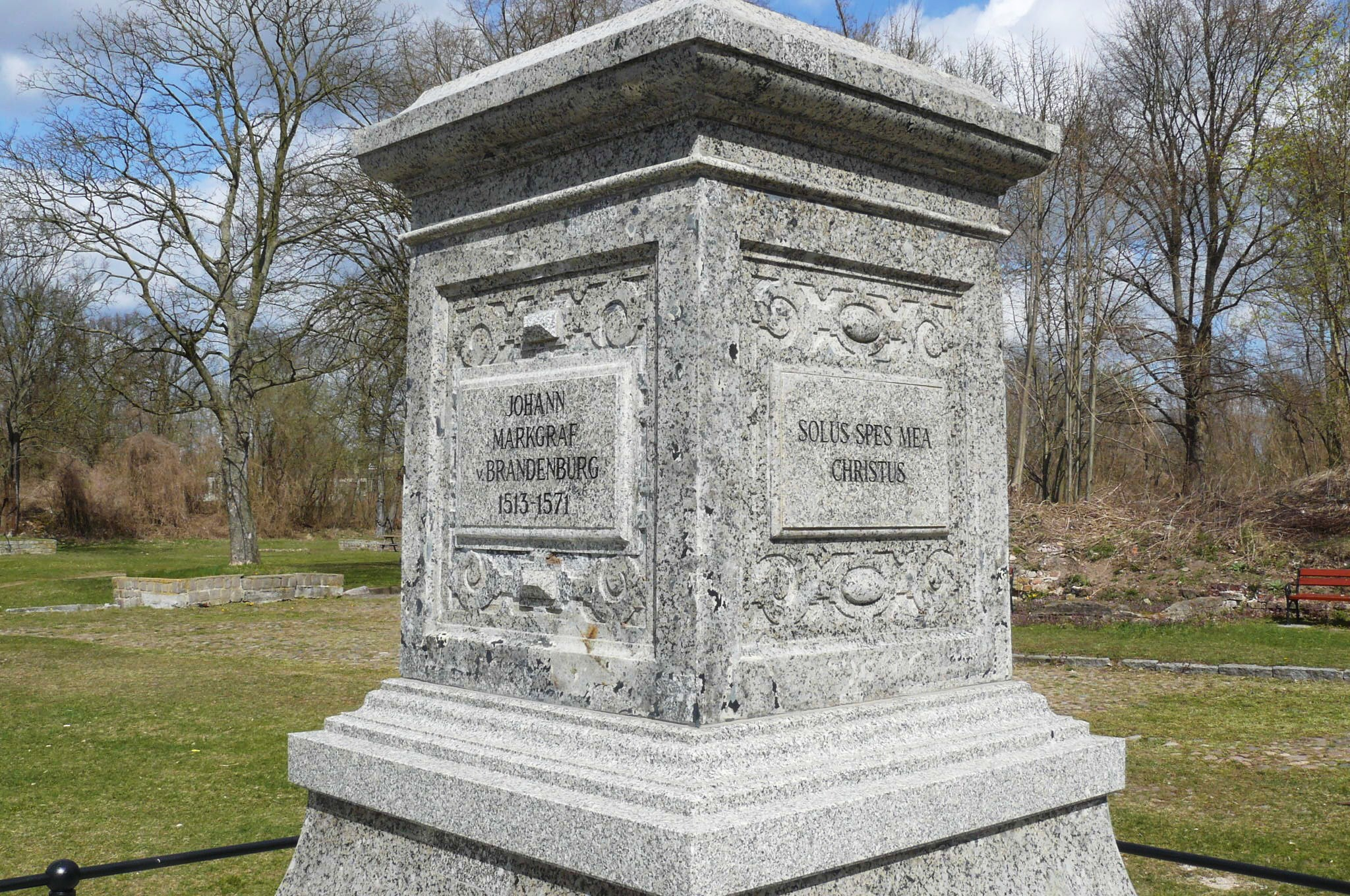
Restaurierter Denkmalsockel für Johann Markgraf von Brandenburg-Küstrin in der im Zweiten Weltkrieg völlig zerstörten Altstadt von Küstrin (2015)

## Nachkommen
Aus Johanns 1537 mit Katharina von Braunschweig (1518–1574), Tochter von Herzog Heinrich II. von Braunschweig-Wolfenbüttel, geschlossenen Ehe entstammten zwei Töchter:
- Elisabeth (1540–1578) ⚭ 1558 mit Georg Friedrich von Ansbach und Kulmbach-Bayreuth
- Katharina (1549–1602) ⚭ 1570 mit Kurfürst Joachim Friedrich von Brandenburg